# Легка атлетика на Літній універсіаді 1989
Змагання з легкої атлетики на Літній універсіаді 1989 проходили з 25 по 30 серпня в Дуйсбурзі на «Ведауштадіоні».
Вперше в історії Універсіад жінки розігрували медалі у шосейній ходьбі на 5 кілометрів. Ця дисципліна прийшла на заміну ходьбі на 5000 метрів доріжкою стадіону, в якій жінки змагались на попередніх двох Іграх.

## Призери

### Чоловіки
| Дисципліни                | Золото                                                         | Золото      | Срібло                                                      | Срібло   | Бронза                                                          | Бронза   |
| ------------------------- | -------------------------------------------------------------- | ----------- | ----------------------------------------------------------- | -------- | --------------------------------------------------------------- | -------- |
| 100 метрів                | Андре Кейсон США                                               | 10,29       | Олападе Аденікен Нігерія                                    | 10,35    | Хоель Ісасі Куба                                                | 10,41    |
| 200 метрів                | Робсон Каетану Бразилія                                        | 20,33w      | Фелікс Стівенс Куба                                         | 20,58w   | Кевін Браунскілл США                                            | 20,62w   |
| 400 метрів                | Роберто Ернандес Куба                                          | 45,42       | Серхіо Менесес Бразилія                                     | 45,66    | Олівер Бріджес США                                              | 45,66    |
| 800 метрів                | Арі Сухонен Фінляндія                                          | 1.47,13     | Ікем Біллі Велика Британія                                  | 1.47,29  | Саймон Дойл Австралія                                           | 1.47,48  |
| 1500 метрів               | Кіп Черуйот Кенія                                              | 3.40,38     | Пітер Роно Кенія                                            | 3.40,79  | Боб Діліс Нідерланди                                            | 3.40,93  |
| 5000 метрів               | Стефано Мей Італія                                             | 13.39,04 GR | Чарльз Черуйот Кенія                                        | 13.39,42 | Антоніо Серрано Іспанія                                         | 13.39,50 |
| 10000 метрів              | Джуліус Каріукі Кенія                                          | 28.35,46 GR | Зекі Езтюрк Туреччина                                       | 28.39,56 | Антоніо Серрано Іспанія                                         | 28.43,97 |
| 110 метрів з бар'єрами    | Роджер Кінгдом США                                             | 13,26 GR    | Еміліо Валле Куба                                           | 13,52    | Флоріан Швартхофф ФРН                                           | 13,63    |
| 400 метрів з бар'єрами    | Реджі Девіс США                                                | 49,74       | Володимир Будько СРСР                                       | 50,30    | Кевін Гендерсон США                                             | 50,57    |
| 3000 метрів з перешкодами | Патрік Санг Кенія                                              | 8.32,78     | Енгельберт Франц ФРН                                        | 8.33,25  | Тьєррі Бруссо Франція                                           | 8.35,78  |
| 4×100 метрів              | СШАСліп Воткінс Тоні Діс Андре Кейсон Майкл Марш               | 38,58       | СРСРАндрій Разін Дмитро Ваняікін Андрій Федорів Ігор Грошев | 39,35    | ФранціяП'єр Бутрі Франсіс Дарлі Лоран Леконт Жан-Шарль Труабаль | 39,67    |
| 4×400 метрів              | ЯмайкаПатрік О'Коннор Девон Морріс Говард Девіс Говард Бернетт | 3.02,58     | СШАСтенлі Керр Джордж Портер Майкл Джонсон Реймонд П'єрр    | 3.02,75  | ФРНУльріх Шлепютц Маркус Генріх Карстен Кербрюк Едгар Ітт       | 3.03,69  |
| Марафон                   | Тібор Баєр Угорщина                                            | 2:14.33 GR  | Рустам Шагієв СРСР                                          | 2:14.59  | Кеннеді Маньїса Кенія                                           | 2:15.23  |
| Ходьба 20 кілометрів      | Вальтер Арена Італія                                           | 1:23.25 GR  | Мігель Анхель Прієто Іспанія                                | 1:23.39  | Ендрю Яхно Австралія                                            | 1:23.48  |
| Стрибки у висоту          | Хав'єр Сотомайор Куба                                          | 2,34        | Голліс Конвей США                                           | 2,31     | Рудольф Поварніцин СРСР                                         | 2,31     |
| Стрибки з жердиною        | Бернхард Цинтль ФРН                                            | 5,65        | Дін Старкі США                                              | 5,60     | Хав'єр Гарсія Іспанія                                           | 5,40     |
| Стрибки в довжину         | Хайме Хефферсон Куба                                           | 7,98        | Володимир Ратушков СРСР                                     | 7,96     | Ллевеллін Старкс США                                            | 7,91     |
| Потрійний стрибок         | Ігор Лапшин СРСР                                               | 17,40       | Торд Генрікссон Швеція                                      | 16,94    | Олег Сакіркін СРСР                                              | 16,93    |
| Штовхання ядра            | Ларс Арвід Нільсен Норвегія                                    | 20,67       | Майк Сталчі США                                             | 20,58    | Кальман Конья ФРН                                               | 20,37    |
| Метання диска             | Камі Кешмірі США                                               | 65,40       | Ерік де Брейн Нідерланди                                    | 64,40    | Роберто Мойя Куба                                               | 63,78    |
| Метання молота            | Ігор Астапкович СРСР                                           | 80,56 GR    | Гайнц Вайс ФРН                                              | 79,58    | Кен Флакс США                                                   | 75,86    |
| Метання списа             | Стівен Беклі Велика Британія                                   | 85,60 GR    | Паскаль Лефевр Франція                                      | 82,56    | Марко Хюютіяйнен Фінляндія                                      | 81,52    |
| Десятиборство             | Дейв Джонсон США                                               | 8216        | Михайло Медведь СРСР                                        | 8062     | Дежо Сабо Угорщина                                              | 8031     |

### Жінки
| Дисципліни             | Золото                                                             | Золото      | Срібло                                                                 | Срібло   | Бронза                                                                   | Бронза   |
| ---------------------- | ------------------------------------------------------------------ | ----------- | ---------------------------------------------------------------------- | -------- | ------------------------------------------------------------------------ | -------- |
| 100 метрів             | Лільяна Аллен Куба                                                 | 11,37       | Аніта Говард США                                                       | 11,47    | Наталія Воронова СРСР                                                    | 11,48    |
| 200 метрів             | Галина Мальчугіна СРСР                                             | 22,70       | Лільяна Аллен Куба                                                     | 23,00    | Естер Джонс США                                                          | 23,02    |
| 400 метрів             | Ана Фіделія Кірот Куба                                             | 50,73       | Джерл Майлз США                                                        | 52,41    | Людмила Джигалова СРСР                                                   | 52,69    |
| 800 метрів             | Ана Фіделія Кірот Куба                                             | 1.58,88     | Еллен ван Ланген Нідерланди                                            | 1.59,82  | Інна Євсєєва СРСР                                                        | 2.01,03  |
| 1500 метрів            | Паула Іван Румунія                                                 | 4.13,58     | Сьюзі Фейвор США                                                       | 4.14,92  | Людмила Рогачова СРСР                                                    | 4.15,11  |
| 3000 метрів            | Паула Іван Румунія                                                 | 8.44,09 GR  | Віоріка Гікан Румунія                                                  | 8.46,27  | Регіна Чистякова СРСР                                                    | 8.55,73  |
| 10000 метрів           | Віоріка Гікан Румунія                                              | 31.46,43 GR | Ісідзака Масамі Японія                                                 | 32.16,24 | Лізанн Бюсьєр Канада                                                     | 32.28,38 |
| 100 метрів з бар'єрами | Монік Еванже-Епе Франція                                           | 12,65 GR    | Лідія Около-Кулак СРСР                                                 | 12,73    | Клаудія Зачкевич ФРН                                                     | 12,78    |
| 400 метрів з бар'єрами | Маргарита Хромова СРСР                                             | 57,03       | Роузі Еде Канада                                                       | 57,06    | Ірмгард Троєр Італія                                                     | 57,94    |
| 4×100 метрів           | СШАМішель Беррелл Аніта Говард Ламонда Міллер Естер Джонс          | 42,40       | СРСРНадія Рощупкіна Галина Мальчугіна Тетяна Папіліна Наталія Воронова | 43,25    | ФРНКлаудія Зачкевич Ульріке Сарварі Карін Янке Зільке-Беате Кнолль       | 43,85    |
| 4×400 метрів           | СШАСелена Монді-Мілнер Наташа Кайзер-Браун Джерл Майлз Террі Денді | 3.26,48     | ФРНЛінда Кісабака Карін Янке Габріела Леш Хельга Арендт                | 3.27,02  | СРСРОлена Виноградова Маргарита Хромова Олена Голешева Людмила Джигалова | 3.28,60  |
| Марафон                | Ірина Богачова СРСР                                                | 2:35.09 GR  | Такаяма Акемі Японія                                                   | 2:39.58  | Кім Єн Ку Південна Корея                                                 | 2:40.52  |
| Ходьба 5 км            | Ілеана Сальвадор Італія                                            | 20.44       | Віра Маколова СРСР                                                     | 20.52    | Сарі Ессая Фінляндія                                                     | 21.34    |
| Стрибки у висоту       | Аліна Астафей Румунія                                              | 1,91        | Сільвія Коста Куба                                                     | 1,91     | Цзинь Лін КНР                                                            | 1,88     |
| Стрибки в довжину      | Йоланда Чен СРСР                                                   | 6,72        | Маріета Ілку Румунія                                                   | 6,71     | Катя Тростель НДР                                                        | 6,49     |
| Штовхання ядра         | Хуан Чжихун КНР                                                    | 20,56       | Бельсіс Ласа Куба                                                      | 19,32    | Чжоу Тяньхуа КНР                                                         | 18,71    |
| Метання диска          | Хоу Сюемей КНР                                                     | 65,32       | Габріеле Райнш НДР                                                     | 65,20    | Маріца Мартен Куба                                                       | 64,70    |
| Метання списа          | Зільке Ренк НДР                                                    | 66,09       | Брігітте Грауне ФРН                                                    | 62,13    | Пяйві Алафрантті Фінляндія                                               | 61,75    |
| Семиборство            | Лариса Нікітіна СРСР                                               | 6847 GR     | Сабіне Браун ФРН                                                       | 6575     | Джейн Флеммінг Австралія                                                 | 6286     |

## Медальний залік
| Місце                | Країна               | Золото | Срібло | Бронза | Загалом |
| -------------------- | -------------------- | ------ | ------ | ------ | ------- |
| 1                    | США                  | 8      | 7      | 6      | 21      |
| 2                    | СРСР                 | 7      | 8      | 8      | 23      |
| 3                    | Куба                 | 6      | 5      | 3      | 14      |
| 4                    | Румунія              | 4      | 2      | 0      | 6       |
| 5                    | Кенія                | 3      | 2      | 1      | 6       |
| 6                    | Італія               | 3      | 0      | 1      | 4       |
| 7                    | КНР                  | 2      | 0      | 2      | 4       |
| 8                    | ФРН                  | 1      | 5      | 5      | 11      |
| 9                    | Франція              | 1      | 1      | 2      | 4       |
| 10                   | НДР                  | 1      | 1      | 1      | 3       |
| 11                   | Бразилія             | 1      | 1      | 0      | 2       |
| 11                   | Велика Британія      | 1      | 1      | 0      | 2       |
| 13                   | Фінляндія            | 1      | 0      | 3      | 4       |
| 14                   | Угорщина             | 1      | 0      | 1      | 2       |
| 15                   | Норвегія             | 1      | 0      | 0      | 1       |
| 15                   | Ямайка               | 1      | 0      | 0      | 1       |
| 17                   | Нідерланди           | 0      | 2      | 1      | 3       |
| 18                   | Японія               | 0      | 2      | 0      | 2       |
| 19                   | Іспанія              | 0      | 1      | 3      | 4       |
| 20                   | Канада               | 0      | 1      | 1      | 2       |
| 21                   | Нігерія              | 0      | 1      | 0      | 1       |
| 21                   | Туреччина            | 0      | 1      | 0      | 1       |
| 21                   | Швеція               | 0      | 1      | 0      | 1       |
| 24                   | Австралія            | 0      | 0      | 3      | 3       |
| 25                   | Південна Корея       | 0      | 0      | 1      | 1       |
| Загалом (25 збірних) | Загалом (25 збірних) | 42     | 42     | 42     | 126     |

## Виступ українців
| Чоловіки (10) | Чоловіки (10)       | Чоловіки (10) | Чоловіки (10) |
| Місце         | Атлет               | Дисципліна    | Результат     |
| ------------- | ------------------- | ------------- | ------------- |
| 2             | Дмитро Ваняікін     | 4×100 м       | 39,35         |
| 2             | Михайло Медведь     | десятиборство | 8062          |
| 3             | Рудольф Поварніцин  | висота        | 2,31          |
|               | Віктор Гураль       | марафон       | 2:17.11       |
|               | Олег Сироєжко       | 10000 м       | 29.04,87      |
|               | Валерій Вандяк      | 3000 м з/п    | 8.41,36       |
|               | Андрій Кохановський | диск          | 58,04         |
|               | Михайло Куліш       | ядро          | 18,23         |
|               | Андрій Мазніченко   | спис          | 75,82         |
| —             | Володимир Дручик    | ходьба 20 км  | DQ            |

| Жінки (4) | Жінки (4)         | Жінки (4)  | Жінки (4)        |
| Місце     | Атлетка           | Дисципліна | Результат        |
| --------- | ----------------- | ---------- | ---------------- |
| 3         | Людмила Джигалова | 400 м      | 52,69 (51,89)[a] |
| 3         | Інна Євсєєва      | 800 м      | 2.01,03          |
| 3         | Людмила Джигалова | 4×400 м    | 3.28,60          |
|           | Інеса Кравець     | довжина    | 6,36             |
|           | Наталія Чернієнко | спис       | 52,60 (61,02)[a] |

a  У дужках вказаний кращий результат, показаний у попередньому забігу або в кваліфікації.